# Cecil Griffiths
Cecil Richmond Griffiths, född 20 januari 1901 i Worcester i Worcestershire, död 29 juli 1973 i Great Barrington i Gloucestershire, var en brittisk friidrottare.
Griffiths blev olympisk mästare på 4 x 400 meter vid olympiska sommarspelen 1920 i Antwerpen.